# Povijest Republike Irske
Povijest Republike Irske seže od 1922. godina, kada je nastala kao Irska Slobodna Država, dominion Britanskog Commonwealtha, koji se odvojio od Velike Britanije prema Anglo-irskom sporazumu. Sastoji se od 26 od ukupno 32 okruga otoka Irske. Ustavom iz 1937. država je preimenovana u Irsku. Godine 1949. izričito je postala republika prema odredbama Irskog zakona iz 1948., čime je prestalo članstvo u Britanskom Commonwealthu. Irska se pridružila Europskoj zajednici 1973.
Irska Slobodna Država bila je upletena u građanski rat na samom početku između nacionalista koji su se zalagali za Sporazum i protivnika koji su zahtijevali republiku. Kompromisna strana, organizirana kao „Cumann na nGaedheal” (Galsko društvo), prevladala je u sukobu i pobijedila na izborima koji su uslijedili. Oni su formirali državnu vladu do 1932., kada su mirnim putem predali vlast stranci Fianna Fáil, koja ih je porazila na izborima. Irska je država, unatoč svojim nasilnim počecima, ostala liberalna demokracija tijekom svog postojanja. Promjene u 1930-ima uklonile su mnoge ugovorne veze s Britanijom, a neutralnost Irske u Drugom svjetskom ratu pokazala je britansku neovisnost u pitanjima vanjske politike.
U ekonomskoj sferi, irska država imala je različite rezultate. Nakon stjecanja neovisnosti bila je jedna od najbogatijih zemalja u Europi po glavi stanovnika. Međutim, od britanske vladavine naslijedila je probleme nezaposlenosti, iseljavanja, neravnomjernog geografskog razvoja i nedostatka domaće industrijske baze. Veći dio svoje povijesti zemlja se borila da riješi te probleme. Poseban vrhunac iseljavanja zabilježen je tijekom 1930-ih, 1950-ih i 1980-ih, kada je irsko gospodarstvo doživjelo mali rast.
U 1930-ima vlada stranke Fianna Fáil pokušala je podići irsku domaću industriju koristeći subvencije i zaštitne carine. U kasnim 1950-ima te su politike napuštene u korist slobodne trgovine s odabranim zemljama i poticanja stranih ulaganja s niskim porezima. Ovo se proširilo kada se Irska pridružila Europskoj zajednici 1973. godine. Tijekom 1990-ih i 2000-ih, Irska je doživjela gospodarski procvat poznat kao keltski tigar, u kojem je BDP zemlje nadmašio mnoge svoje europske susjede. Imigracija je također nadmašila emigraciju, podižući populaciju na preko 4 milijuna stanovnika. Međutim, od 2008. Irska je doživjela ozbiljnu krizu u bankarskom sektoru i vezanu uz državni dug. Nastala gospodarska kriza produbila je učinak globalne recesije na Irsku.
Od 1937. do 1998. irski ustav uključivao je teritorijalni zahtjev za Sjevernom Irskom kao dijelom nacionalnog teritorija. Međutim, država se usprotivila i upotrijebila svoje sigurnosne snage protiv onih naoružanih skupina - uglavnom Privremene irske republikanske armije - koje su silom pokušale ujediniti Irsku. To se događalo 1950-ih, tijekom 1970-ih i 1980-ih i nastavlja se u smanjenom opsegu. Irske su vlade u međuvremenu pokušale postići dogovor o sukobu poznatom kao Sjevernoirski problemi od 1968. do kasnih 1990-ih. Britanska vlada službeno je priznala pravo irske vlade da bude stranka u pregovorima u Anglo-irskom sporazumu iz 1985. Godine 1998., kao dio Sporazuma iz Belfasta, irski ustav je izmijenjen referendumom kako bi se uklonio teritorijalni zahtjev za Sjevernom Irskom i umjesto toga proširilo se pravo na irsko državljanstvo na sve ljude na otoku ako ga žele imati.